# Bronce de Novallas
El bronce de Novallas es un fragmento de una placa o plancha de bronce (de 22,5 x 18,1 cm y 3 mm de espesor) hallado de forma fortuita en Novallas, concretamente en el yacimiento de Chicharroya III, que data de la segunda mitad del siglo I a. C. fecha posterior a la presumible del bronce.
La pieza conserva once líneas y unas 40 palabras correspondientes a un texto dispuesto probablemente en columnas y grabado en alfabeto latino en una lengua paleohispánica indoeuropea, casi con toda seguridad celtíbera. Además podría tratarse de un texto de carácter oficial y público, cuyo contenido no se puede precisar por el momento.
Una de las novedades que hacen a este descubrimiento especial es que aparece un préstamo del latín a una lengua paleohispánica. La palabra que se puede apreciar es publicus, que aparece en cuatro ocasiones en el bronce. En el texto aparece también un nuevo signo, la S marcada, que consiste en una S latina que aparece con un trazo que indica un sonido diferente, un fonema fricativo o africado. Sería uno de los casos más antiguos conocidos de modificación del alfabeto latino para adaptarlo a la fonética de una lengua paleohispánica.

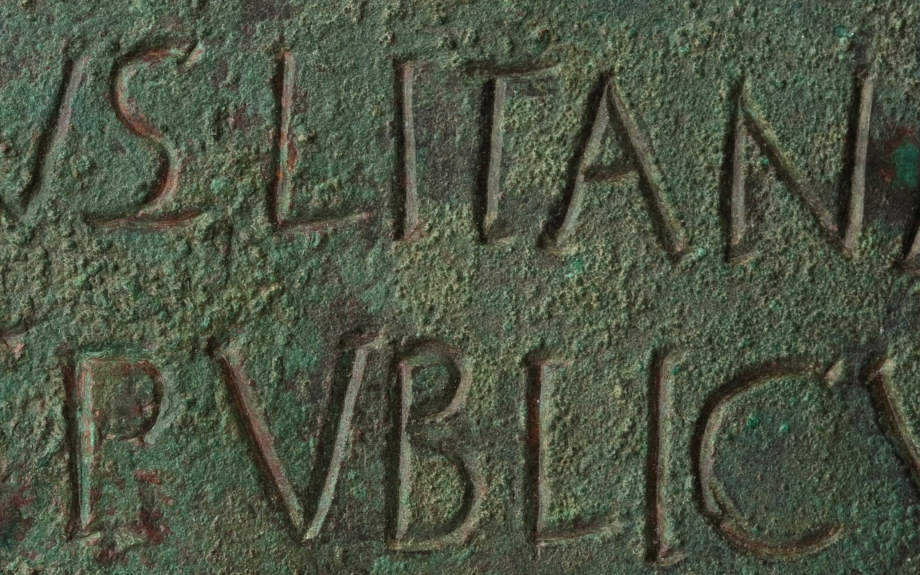
Bronce de Novallas. Se aprecia la S marcada y la palabra publicus

## Transcripción
Hay varias versiones dependiendo de como se ha realizado la transcripción, entre ellas la letra Z se corresponde con la S marcada.
```
1.1:[---] (...?) BEDAM (...)[---]
1.2:[---]TICAZ-TERGAZ (...?) ODAS PUBLI[---]
1.3: [---] (...) PUBLIC[OM?] 
1.4:[---]DAS (...) [---] 
1.5:[---] (...) ODAS PUBLICUS (...) [---] 
1.7:[---]NEIS·CABINT·SAM·BEDAM·T[-C.4-]
(...) 
1.10: [---] (..) PUB[---]
1.11:

```

```
QUENDI.ANDO.BEDAM.DV.CASCA / CAS.TERGAS.DOIBIM.ODAS.PVB(L)I / S.IIS.DUNDOM.LITANOM.PVB(L)IC / AS(II) (E)CQUE.S.VAMVS.LITANAM / M.AVDINTVM.ODAS.PVBLICVS / (B)EDAS.MEDOM.CONTREBAC / SCABINI SAM.BEDA. / DERNV / TAMCA / PVB

```

```
[-] OQVENDI ANDO BEDAM DV CASCA
[-]TICAZ TERGAZ DOIBIM ODAS PVBLI
 [-] VS.IIS.DVNDOM.LITANOM.PVBLIC[-/
[-O]DAS [---].VAMVZ. LITANAM / 
[-V]M.ADVINTVM.ODAS.PUBLICVS/
[-]BEDAS.MEDOM.CONTREBAC[OM?/
[-]NEIS·CABINT·SAM·BEDAM·I/

```